# Trey Alexander
Trey Alexander (Oklahoma City, 2 de maio de 2003) é um jogador norte-americano de basquete profissional que atualmente joga no Denver Nuggets da National Basketball Association (NBA) e no Grand Rapids Gold da G-League.
Ele jogou basquete universitário pela Universidade Creighton.

## Início da vida e carreira no ensino médio
Alexander cresceu em Oklahoma City, Oklahoma, e estudou na Heritage Hall School. Ele foi nomeado o Jogador do Ano de Oklahoma após ter médias de 23,6 pontos, 8,7 rebotes, 4,0 assistências e 2,1 roubos de bola em seu último ano. Alexander foi classificado como um recruta de quatro estrelas. Em novembro de 2020, ele se comprometeu a jogar basquete universitário pela Universidade de Auburn e rejeitou as ofertas do Arkansas, Geórgia, Oklahoma, Ole Miss e Kansas. Alexander se desvinculou do programa no final de sua última temporada. Mais tarde, ele assinou para jogar pela Universidade Creighton.

## Carreira universitária
Alexander jogou em todos os 35 jogos de Creighton durante sua temporada de calouro e foi nomeado para a Equipe de Calouros da Big East Conference após ter médias de 7,4 pontos, 3,7 rebotes e 2,5 assistências. Ele se tornou o armador titular da equipe depois que Ryan Nembhard sofreu uma lesão que encerrou a sua temporada. Alexander teve médias de 11,6 pontos, 4,3 assistências e 4,0 assistências durante os últimos oito jogos da temporada.

## Carreira profissional
Depois de não ser selecionado no draft da NBA de 2024, Alexander se juntou ao Denver Nuggets para a Summer League de 2024 e, em 10 de julho de 2024, assinou um contrato de duas vias com o time e com seu afiliado da G-League, Grand Rapids Gold.

## Estatísticas da carreira

### Universidade
| Ano      | Equipe    | PJ  | PT | MPJ  | AP   | 3P   | LL   | RT  | AS  | BR  | TO | PPJ  |
| -------- | --------- | --- | -- | ---- | ---- | ---- | ---- | --- | --- | --- | -- | ---- |
| 2021–22  | Creighton | 35  | 13 | 26.6 | .422 | .281 | .818 | 3.7 | 2.5 | .7  | .3 | 7.4  |
| 2022–23  | Creighton | 37  | 37 | 32.1 | .447 | .410 | .824 | 4.2 | 2.6 | 1.1 | .5 | 13.6 |
| 2023–24  | Creighton | 35  | 35 | 37.3 | .446 | .339 | .824 | 5.7 | 4.7 | 1.1 | .4 | 17.6 |
| Carreira | Carreira  | 107 | 85 | 32.0 | .438 | .343 | .822 | 4.5 | 3.2 | .9  | .4 | 12.8 |

## Links externos
- Biografia de Creighton Bluejays